# عملیات والفجر ۵
عملیات والفجر ۵ عملیاتی با هدف آزادسازی ارتفاعات منطقه چنگوله بود که در روز ۲۷ بهمن سال ۱۳۶۲ حدفاصل شهرهای مهران و دهلران با هدف آزاد سازی مناطق عملیاتی و فریب نیروهای عراقی در خروج از هور الهویزه در آستانه نبرد بزرگ عملیات خیبر انجام گرفت. در آستانه نبرد بزرگ خیبر لازم بود تک‌های پشتیبانی به صورت محدود و ایذایی، به‌منظور فریب دشمن و جلب توجه ارتش عراق به منطقه‌ای خارج از هور الهویزه، صورت پذیرد. از این رو عملیات والفجر ۵ در منطقه عمومی چنگوله در جنوب مهران وعملیات والفجر ۶ در منطقه مرزی چذابه و چیلات اجرا گردید.
در این عملیات، یگانهای سپاه پاسداران و ارتش ایران با فرماندهی قرارگاه خاتم‌النبیاء حضور داشتند. این عملیات در دو مرحله به اجرا گذاشته شد. در مرحله اول، بلندی‌های پیزولی، آزادخان کشته، تنگه چنگوله و ده‌ها کیلومتر مربع از خاک ایران آزاد و جاده بدر - طیب عراق در تسلط نیروهای ایرانی درآمد و به ۴ تیپ از گارد مرزی عراق خساراتی وارد شد. در مرحلهٔ دوم عملیات والفجر ۵ که در ساعت ۳:۴۰ مورخه ۲۸ بهمن ۱۳۶۲ آغاز گردید، مناطق دیگری از خاک ایران و عراق تصرف شد و نیروهای ایرانی در ۳۵ کیلومتری بزرگراه بغداد ـ بصره استقرار یافتند. در مجموع دو مرحلهٔ عملیات، منطقه‌ای به گستردگی ۱۱۰ کیلومتر مربع آزاد شد.